# Peravurani
Peravurani (o Peravurni) è una suddivisione dell'India, classificata come town panchayat, di 21.025 abitanti, situata nel distretto di Thanjavur, nello stato federato del Tamil Nadu. In base al numero di abitanti la città rientra nella classe III (da 20.000 a 49.999 persone).

## Geografia fisica
La città è situata a 10° 18' 0 N e 79° 10' 60 E e ha un'altitudine di 15 m s.l.m..

## Società

### Evoluzione demografica
Al censimento del 2001 la popolazione di Peravurani assommava a 21.025 persone, delle quali 10.326 maschi e 10.699 femmine. I bambini di età inferiore o uguale ai sei anni assommavano a 2.401, dei quali 1.209 maschi e 1.192 femmine. Infine, coloro che erano in grado di saper almeno leggere e scrivere erano 14.817, dei quali 8.119 maschi e 6.698 femmine.